# Sphodromerus scriptipennis
Sphodromerus scriptipennis är en insektsart som först beskrevs av Walker, F. 1870.  Sphodromerus scriptipennis ingår i släktet Sphodromerus och familjen gräshoppor. Inga underarter finns listade i Catalogue of Life.